# Red, White and Blue
Red, White and Blue ist ein Filmdrama des britischen Filmregisseurs Steve McQueen, das beim New York Film Festival 2020 seine Premiere feierte. Am 29. November 2020 wurde der Film erstmals bei BBC One gezeigt und am 4. Dezember 2020 in den USA über Amazon Prime Video veröffentlicht. Red, White and Blue ist der dritte Teil der Small Axe-Filmreihe.

## Handlung
Leroy Logan ist zwar in Großbritannien geboren und aufgewachsen, doch sein Vater Kenneth kam einst als Immigrant aus Jamaika in das Land. Um seinem Sohn eine gute Ausbildung zu ermöglichen, schickte er ihn auf eine Privatschule. Besonders verabscheut Kenneth in diesem fremden Land die weißen Männer in Uniform, die Menschen wie ihn regelmäßig belästigen. In diesem Glauben wächst Leroy auf. Er hat miterlebt, wie sein Vater ins Krankenhaus eingeliefert werden musste, nachdem er von zwei fremdenfeindlichen Polizisten falsch beschuldigt und geschlagen wurde, alles eines Parktickets wegen. Auch er selbst hat eigene schlechte Erfahrungen mit der Polizei gemacht. Sein Vater warnt ihn eindringlich, er solle jeglichen Umgang mit der Polizei vermeiden und nichts tun, was diese auf ihn aufmerksam machen könnte.
Jahre später arbeitet Leroy als Forensiker und verbringt seinen Arbeitstag mit mikroskopischen Untersuchungen von Gewebeproben. Als Leroys Kumpel Ed, ein Polizist, ihn ermutigt, sich der Metropolitan Police anzuschließen und ihm anbietet, ihn mal auf Streife mitzunehmen, um ihm einen Eindruck vom Leben der Polizei zu vermitteln, kommt es in ihm zu einem Umdenken. Trotz seiner eigenen Erlebnisse seiner Kindheit, des erbitterten Widerstandes seines Vaters und der skeptischen Haltung seines Freundes Leee John gegenüber seinen Plänen beschließt er im Jahr 1983, sich bei der London Metropolitan Police Force zu bewerben. Im Vorstellungsgespräch macht er der Kommission gegenüber deutlich, dass er sich für den Job bewirbt, um das Verhältnis zwischen den Ethnien zu verbessern. Er will so etwas wie eine Brücke zu seiner jamaikanischen Community sein, ist jedoch nur unzureichend auf den virulenten Rassismus von Kollegen und Vorgesetzten vorbereitet.
Leroy ist während des sechswöchigen Trainingslehrgangs an der Academy der einzige schwarze Anwärter und macht gleich zu Beginn klar, er sei nicht dort, um Freunde zu finden, sondern die Polizei von innen heraus zu verändern. Einige der anderen Polizeianwärter hören Songs von Marvin Gayes wie „Got to Give It Up“, mögen sogar seinen Humor, und die schriftlichen Prüfungen legt er mit Bravour ab. Erste Zweifel kommen Leroy, als er sich in voller Uniform und mit Bobby-Hut selbst im Spiegel sieht. Im späteren Einsatz lässt man ihn seine Außenseiterrolle und den institutionellen Rassismus spüren, als man ihn alleine einen Flüchtigen verfolgen lässt, und seine weißen Kollegen seine Bitte nach Unterstützung einfach ignorieren. Leroy kommen Zweifel, ob es die richtige Entscheidung war, als erster Schwarzer zur Metropolitan Police zu gehen.

## Produktion

### Stab, Entstehung und Filmtitel
Regie führte Steve McQueen, der gemeinsam mit dem Rapper, Musikproduzenten und Romanautor Courttia Newland auch das Drehbuch schrieb. Es handelt sich um den dritten Film in der Reihe Small Axe, die von McQueen für BBC One entwickelt wurde. Ursprünglich war Red, White and Blue als Folge einer Miniserie geplant, die Filmreihe umfasst letztlich fünf Filme. Die aus der Karibik stammenden Eltern des 1969 geborenen McQueen kamen nach dem Zweiten Weltkrieg auf Einladung nach Großbritannien. Der Regisseur verarbeitete in den Filmen Familiengeschichten dieser Art und seine eigenen Erinnerungen. Jeder Film der Reihe beleuchtet so eine andere, wenig bekannte Geschichte über den „Black Proud“ zu unterschiedlichen Zeiten aus unterschiedlichen schwarzen Blickwinkeln. Sie zeigen auch die Helden der britischen Windrush-Generation, Angehörige der schwarzen Diaspora, die in ihren eigenen Dialekten sprechen und in ihrer Kultur schwelgen, und spielen zwischen den späten 1960er und frühen 1980er Jahren.

### Biografisches, Besetzung und Dreharbeiten

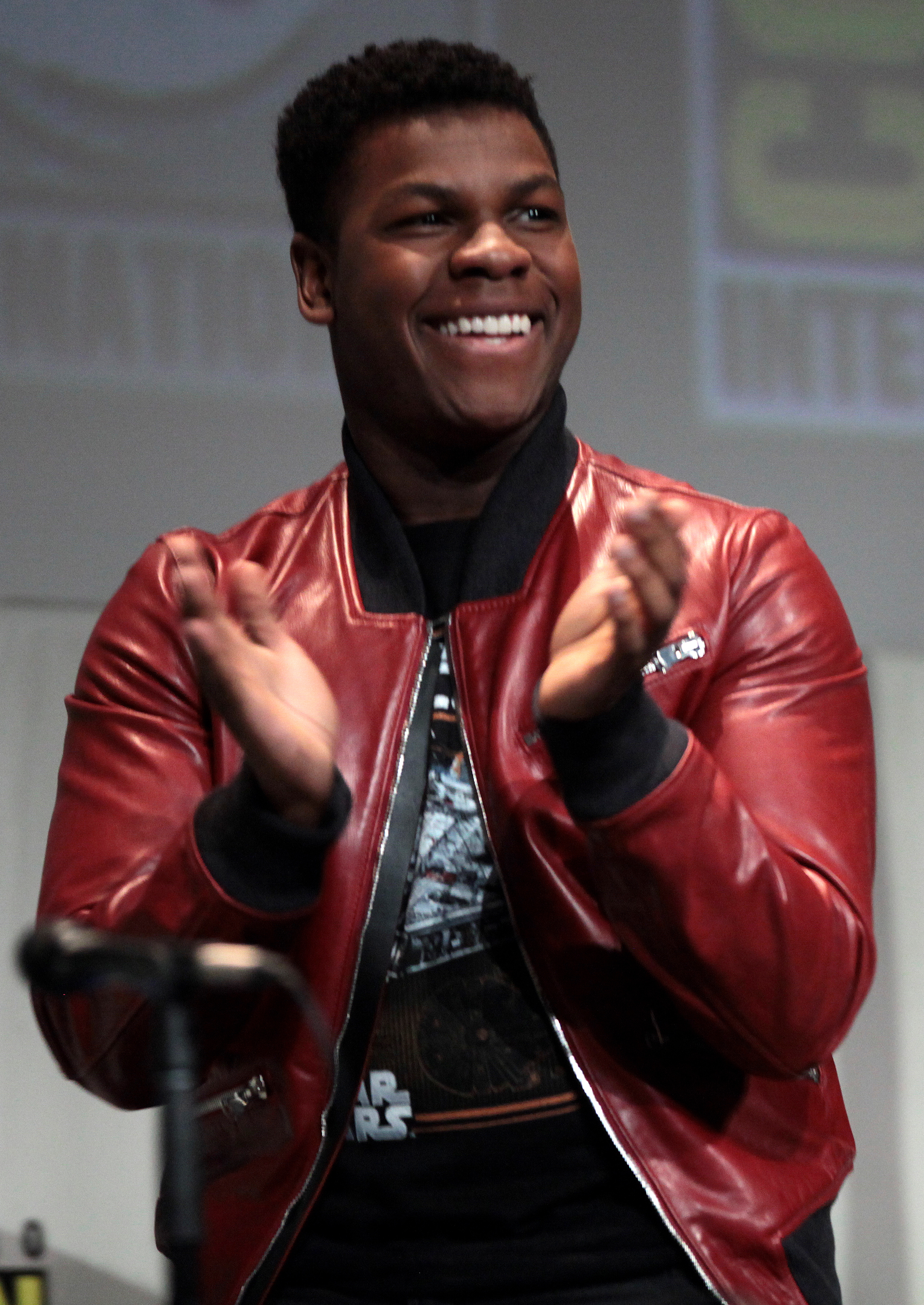
John Boyega spielt im Film den Polizisten Leroy Logan

Leroy Logan, der im Film von John Boyega gespielt wird, war ein echter Polizist der London Metropolitan Police, der die Einheit von innen heraus ändern wollte, nachdem er gesehen hatte, wie sein Vater von zwei Polizisten angegriffen wurde. Logan wurde 2001 von der Königin für seine Rolle bei der Entwicklung antirassistischer Richtlinien für die Polizeiarbeit zum MBE ernannt. Nach 30-jähriger Tätigkeit trat er 2013 als Superintendent in den Ruhestand. Logans Geschichte spiegelt auch die Entscheidung von McQueens Bruders wider, der als Idealist mit der Vorstellung etwas verändern zu können nach seinem Universitätsabschluss zur Metropolitan Police ging, den Polizeidienst jedoch zwei Jahre später wieder quittierte.
Schauspieler Boyega war zur Zeit des Filmdrehs selbst zur wichtigen Figur der antirassistischen Protestbewegung geworden. Seine emotionale Rede im Rahmen der Londoner Black-Lives-Matter-Demo im Juni 2020 fand große Beachtung.
Steve Toussaint spielt Logans Vaters Kenneth und Joy Richardson seine Mutter. Als Leroy noch zur Schule geht übernahm der Nachwuchsschauspieler Nathan Vidal die Rolle. Seroca Davis spielt seine Schwester Hyacinth, Antonia Thomas Leroys Ehefrau Gretl und Mark Stanley seinen Kumpel Ed, der selbst Polizist ist und ihn auf die Idee bringt, zur Metropolitan Police zu gehen. Tyrone Huntley  übernahm die Rolle seines Freundes Leee John, den er aus Kindertagen kennt, Assad Zaman spielt den Bewährungshelfer pakistanischer Herkunft namens Asif.
Als Kameramann fungierte, wie auch bei allen anderen vier Filmen der Reihe, Shabier Kirchner. Red, White and Blue wurde in Dreifachaufnahmen auf 35-mm gedreht, da es hier wichtig war, Boyegas Gesicht in Szene zu setzen. Die Aufnahmen entstanden in der englischen Stadt Wolverhampton im Metropolitan County West Midlands, wobei man in der Goldthorn Avenue stellvertretend die Szenen für Leroy Logan Einsatzgebiet Hornsey drehte. Dem Police Training College in Hendon in Red, White and Blue diente der Shire Hall Campus der University of Wolverhampton in Stafford als Kulisse.

### Filmmusik und Veröffentlichung
Die Filmmusik komponierte Mica Levi, beziehungsweise stellte sie diese zusammen. Im Film werden Songs von Al Green aus den frühen 1970er Jahren wie Tired of Being Alone und dessen Cover von How Can You Mend a Broken Heart verwendet, das im Autoradio läuft, als Leroy von seinem Vater zur Polizeiausbildungsakademie gefahren wird, zudem Melle Mels beziehungsweise Grandmaster Flashs White Lines (Don't Don't Do It). Zu den weiteren im Film zu hörenden Songs gehören unter anderem The World Is Not My Home und It Is No Secret (What God Can Do) von Jim Reeves, Tainted Love von Gloria Jones, Uptown Girl von Billy Joel, (Somebody) Help Me Out von Beggar & Co. und Got to Give It Up von Marvin Gaye.
Eine erste Vorstellung erfolgte Anfang Oktober 2020 im Rahmen des New York Film Festivals, wo auch Mangrove 9 und Lovers Rock gezeigt wurden. Am 29. November 2020 wurde der Film erstmals bei BBC One gezeigt und am 4. Dezember 2020 in den USA über Amazon Prime Video veröffentlicht. Die Erstausstrahlung des Films im deutschen Free-TV erfolgte am 18. März 2023 bei One.

## Rezeption

### Kritiken
Der Film konnte bislang 98 Prozent aller bei Rotten Tomatoes erfassten Kritiker überzeugen und erhielt hierbei eine durchschnittliche Bewertung von 8,3 der möglichen 10 Punkte.
Amon Warmann von Variety bemerkt, es sei ein wenig enttäuschend, dass die Geschichte abrupt endet, bevor Logan, der später Superintendent wurde, einen greifbaren Sieg erringt. Gleichzeitig fühle sich dies aber auch richtig für einen Film an, der unterstreicht, wie schwierig es ist, in einem korrupten Establishment Veränderungen herbeizuführen.

### Auszeichnungen
Golden Globe Awards 2021
- Auszeichnung als Bester Nebendarsteller (John Boyega)[27]

London Critics’ Circle Film Awards 2021
- Nominierung als Bester britischer Darsteller (John Boyega)[28]